# Leptogenys optica
Leptogenys optica é uma espécie de formiga do gênero Leptogenys, pertencente à subfamília Ponerinae.